# 猶太文學
猶太文學，包括猶太人撰寫的猶太主題作品、使用猶太語言撰寫的各種主題文學作品，及猶太裔作家以各種語文撰寫的文學作品。
猶太文學的歷史相當悠久，源遠流長了數千年，同時也反映出了各時期猶太人的民族命運。在古典時期，猶太文學充滿著許多神話故事與詩歌，內容大都是以歷史、律法、倫理道德、人物傳奇、哲理箴言、生活規範為主，而這些經典也和猶太人的宗教信仰息息相關，對往後的西方思想與文學也有顯著的影響。除聖經文學以外，拉比文學（又稱塔木德文學）也是早期的文學代表之一，除了宗教訓誡和道德規範以外，還包括了民間習俗、醫學、算數、植物學、歷史掌故，可以說是「上知天文，下之地理」，彷彿我們今日所說的「百科全書」一般。
中世紀時，是阿拉伯帝國時期猶太人創作的黃金期。除了拉比文學之外，也包括倫理文學、哲學文學、神秘文學，以及各種其他形式的散文，包括歷史和小說，以及宗教和世俗的各類詩歌。隨著帝國瓦解以後，猶太人散居世界各地，過著顛沛流離的生活，也在新的居住國使用新的語言創作，包括小說、詩歌、散文、劇本等等，而在當代猶太文學作品之中，包括意第緒語文學、拉迪諾文學、希伯來文學（特別是以色列文學）和猶太裔美國文學，有更多豐富的題材內容和創作手法，反映現實的作品也佔不少數。

## 古猶太文學

### 希伯來聖經
希伯來聖經，或稱希伯來經卷（拉丁語：Biblia Hebraica），是聖經研究學者使用的一個指代塔納赫（希伯來語：תנ"ך‎; 拉丁語：Thanach）的專業術語，既是猶太人的正典文獻，也是舊約聖經的教義來源。希伯來聖經大部分用希伯來語寫成，部分章節用亞蘭語寫成（包括但以理書、以斯拉記和其他一少部分）。
在猶太教中，希伯來語聖經，就是《塔納赫》（希伯來語：תַּנַ"ךְ，拉丁字母轉寫：Tanakh，有譯作《泰奈克》或《泰那克》）[2]。後來的基督教稱之為「舊約聖經」，但在猶太人來說，Tanakh並不是「舊的約」，而是始終如一的。塔納赫(TaNaKh)是希伯來文תנ״ך的音譯，這T/N/K分別是三個單詞的打頭字母，反映了猶太教聖經的三個部分，其中T代表妥拉，N代表先知書，K代表聖錄。

### 拉比文學

#### 評註類
主要指對猶太經典的內容、來源、語義、含義進行註釋、評論的作品。

#### 法典類
主要指猶太人在散居期間根據變化了的形勢制定出的準則或義務，以規範約束人們的生活、行為的作品。

#### 問答類
主要指解答猶太人在日常生活中碰到的或是與猶太傳統、教義、習俗相悖的問題，或是人們想進一步了解的有關猶太經典、文化、 傳統方面問題的作品。

## 中世紀猶太文學

### 倫理文學
倫理文學又稱道德文學，如Pirkei Avot（希伯來語：פרקיאבות），主要教育人民友善、和平、尊重、謙卑。

### 哲學文學
包括猶太人所擁有的所有哲學，或與猶太教的宗教相關的哲學。在現代哈斯卡拉（猶太啟蒙運動）和猶太人解放之前，猶太哲學一直專注於將連貫的新思想融入拉比猶太教傳統，從而將猶太人的新興思想組織成一個獨特的猶太學術框架和世界觀。隨著現代社會的演進，擁有世俗教育的猶太人接受或發展了全新的哲學，以滿足他們現在的需求。

### 神秘文學
又稱卡巴拉。是與猶太哲學觀點有關的思想，用來解釋永恆的造物主與有限的宇宙之間的關係。雖然它被許多教派所引用，但它本身並未形成宗派，而僅僅是傳統猶太教典之內的類別的經典。猶太教中稱傳統的卡巴拉主義者為「Mekubal」（希伯來語：מְקוּבָל‎），與猶太教哲學形成猶太教神學的兩大面向。
卡巴拉旨在界定宇宙和人類的本質、存在目的的本質，以及其他各種本體論問題。它也提供方法來幫助理解這些概念和精神，從而達到精神上的實現。
卡巴拉剛發展時，完全屬於猶太人的思想領域，也經常以傳統猶太思想來解釋和說明其深奧的學說。這些學說因而被卡巴拉人士用來描述《塔納赫》（希伯來聖經正典）和傳統的拉比文獻，並解釋猶太教儀式的涵義。

## 現代猶太文學
包括詩歌、散文、小說等，內容包含猶太生活，或是以色列的情況，與猶太文化接觸的經驗。著名作家如約書亞·凱納茲、阿格農與Kertész Imre。

### 詩集
- 《開·閉·開》

### 散文
- 《作為一種文化的大屠殺》
- 《被放逐的語言》

### 小說
- 《新婚的華蓋》
- 《海洋深處》
- 《夜間來客》
- 《非關命運》